# Casette di Cadriano
Casette di Cadriano è una località situata nel Comune di Granarolo dell'Emilia. Dista 3.31 km dal capoluogo (in linea d'aria) e non è da confondere con la frazione di Cadriano, che dista 3,70 km dal capoluogo e circa 3 km dal centro della citata frazione.